# Timarete hawaiensis
Timarete hawaiensis är en ringmaskart som först beskrevs av Hartman 1956.  Timarete hawaiensis ingår i släktet Timarete och familjen Cirratulidae. Inga underarter finns listade i Catalogue of Life.